# الأحرار (صحيفة)
صحيفة الأحرار كانت صحيفة أسبوعية صدرت في القاهرة، مصر، من عام 1977 إلى عام 2013. كانت الصحيفة هي الوسيلة الإعلامية الرسمية للحزب الليبرالي.

## التاريخ والملف الشخصي
تأسست حركة الأحرار في عهد السادات عام 1977 وكان مقرها القاهرة. صدر العدد الأول في تشرين الثاني من ذلك العام.
كانت واحدة من أكثر الصحف توزيعًا في البلاد والتي يملكها حزب سياسي. كانت المجلة الأسبوعية ذات توجه سياسي ليبرالي وكانت واحدة من منشورات المعارضة الرئيسة في مصر. وفي تشرين الثاني 1982 هاجمت حركة الأحرار إعلانات شركات الاستثمار الإسلامية. كما دعمت سياسات الرئيس المصري أنور السادات الاقتصادية الليبرالية والرأسمالية، وكذلك التناغم السريع مع الدول الغربية. ومن ناحية أخرى، كانت الأحرار أحد أبرز منتقدي البهائيين المصريين.
اعتبارًا من عام 1996 كان رئيس تحرير الصحيفة هو مصطفى بكري الذي كان له موقف سياسي ناصري. وبسبب دعمه لجمال عبد الناصر قام رئيس الحزب الليبرالي مصطفى كامل مراد الذي كان عضوًا في حركة الضباط الأحرار بطرد بكري. حاول بكري الاستمرار في رئاسة التحرير، لكنه اضطر إلى الاستقالة من منصبه بعد تدخل قوات الأمن المصرية. وقد بيعت من مجلة الأحرار 5000 نسخة في عام 2005. وفي عام 2013، توقفت الصحيفة عن النشر.

## الحوادث
في أيلول 1997، عندما حظرت الحكومة مجلة الشعب الإسلامية الأسبوعية، خصصت صحيفة الأحرار الصفحة الثالثة لها من صحيفتها. في كانون الأول 2012، قامت حركة الأحرار مع آخرين بالإضراب لمدة يوم واحد احتجاجًا على مشروع الدستور الذي قدمته الحكومة المصرية.

## طالع أيضًا
- قائمة الصحف في مصر [الإنجليزية]